# José Sulaimán
José Sulaimán Chagnón (Ciudad Victoria, Tamaulipas, 30 de mayo de 1931- Los Ángeles, California, 16 de enero de 2014) fue un boxeador amateur, entrenador, árbitro y promotor boxístico mexicano de ascendencia libanesa. Fue presidente del Consejo Mundial de Boxeo (CMB) durante más de tres décadas.

## Biografía
Sulaimán era conocido en el mundo del boxeo por ser el administrador del Consejo Mundial de Boxeo (CMB) durante más de tres décadas. A los 16 años ya era parte del Consejo de Boxeo en San Luis Potosí. En 1968 se unió al CMB y el 5 de diciembre de 1975 fue elegido presidente del Consejo Mundial de Boxeo de manera unánime, fue sucesor del profesor Ramón G. Velázquez, y en el que permaneció hasta el día de su fallecimiento. Su administración permitió que el CMB se volviera tan fuerte como la Asociación Mundial de Boxeo (AMB). Entre las propuestas y cambios que realizó a las reglas del boxeo se encuentran: la reducción del número de asaltos de 15 a 12 en las peleas de campeonato con base en estudios científicos - la mayoría de ellos en la UCLA -, de que la fatiga era el peor enemigo del boxeador; aumentar de 3 a 4 cuerdas en el ring; realizar la ceremonia del peso oficial 24 horas antes del combate en lugar de las 8 horas previamente establecidas para evitar la deshidratación de los competidores; la creación de divisiones intermedias; la creación del Congreso Médico Mundial; la introducción de los guantes especiales con el pulgar de la mano integrado al resto de la mano para evitar que los boxeadores se picaran los ojos y reducir el índice de accidentes de desprendimiento de retina; y la creación de los programas de investigación de la UCLA para lesiones cerebrales.
Los críticos lo acusan de haber hecho cambios como las divisiones extras para ganar más dinero y reducir los episodios para acomodarse a los horarios de televisión, así como el parcializarse y apoyar en demasía las carreras de ciertas figuras boxísticas con quienes guardaba intima amistad, y apoyarles decisiones polémicas que injustamente les hayan favorecido por parte de los jueces. También es conocido por ser muy cercano al promotor Don King: muchos boxeadores de King son colocados en posiciones muy altas en los rankings del CMB. Ingresó al Salón Internacional de la Fama del Boxeo, de Canastota, Nueva York, el 10 de junio de 2007.
Sulaimán hablaba español, inglés, árabe, italiano, portugués y francés. También dirigió una compañía de asistencia médica en México. El licenciado Sulaimán fue sometido a una delicada cirugía para implantarle un doble bypass, de la cual nunca se recuperó. La operación le fue practicada el martes 1° de octubre del 2013 y a partir de entonces, experimentó serias complicaciones, debido a que padecía de diabetes mellitus y a que años atrás, libró una dura batalla contra el cáncer de la próstata, de lo cual se restableció. Después de 100 días de permanecer en el hospital de Cardiología de la Universidad de California en Los Ángeles por problemas cardíacos, falleció el 16 de enero de 2014, después de luchar varias semanas por su vida.*
SU LEGADO
Como presidente del Consejo Mundial de Boxeo, José Sulaimán dejó como legado un boxeo más humanizado, al reducir las peleas de título mundial de 15 a 12 asaltos, instaurar el guante con pulgar adherido, para evitar piquetes de ojos y desprendimiento de retina, labor que hizo en conjunto con el fabricante de guantes Cleto Reyes Castro; además de hacer el pesaje oficial un día antes y de otorgar una serie de becas en el mundo, con el apoyo de empresarios, a campeones mundiales en bancarrota.
https://www.chicagotribune.com/hoy/ct-hoy-8383866-muere-jose-sulaiman-pero-su-legado-lo-hace-inmortal-en-el-boxeo-story.html